# Зміна клімату в Танзанії

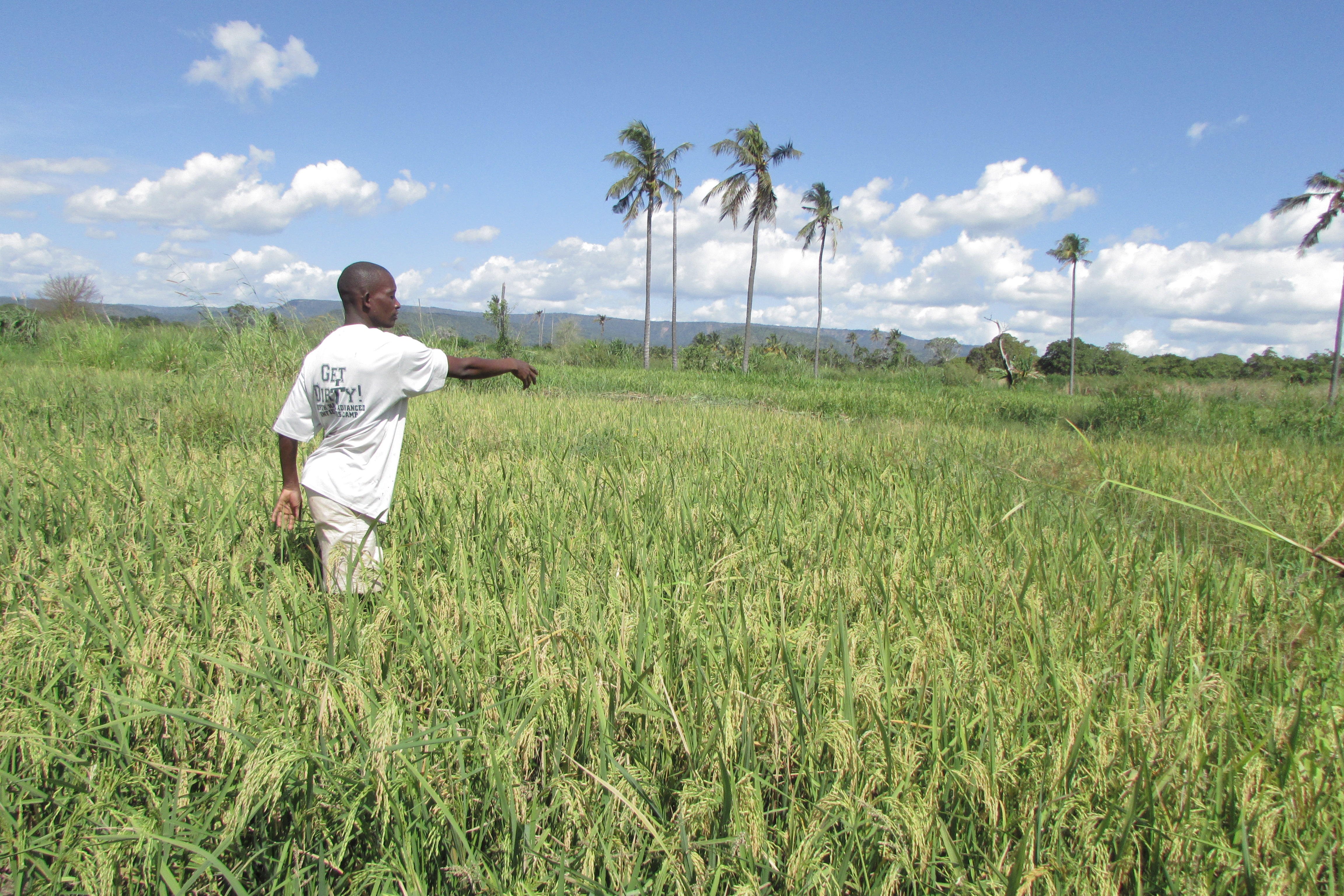
Танзанійський фермер, який вирощує рис — зміна клімату вплине на сільськогосподарську діяльність.

Зміна клімату в Танзанії впливає на довкілля, флору, фауну та жителів Танзанії. Температура в країні підвищується, від чого різко зростає імовірність інтенсивних злив (що призводять до повеней) та періодів посухи.
Нестача води стає усе серйознішою проблемою, а рівень води в багатьох великих водоймах різко впав, включаючи озера Вікторія, Танґаньїка, Джипе, Руква тощо. Сільськогосподарська галузь Танзанії, в якій зайнято більше половини населення, є особливо вразливою, оскільки фермери переважно залежать від богарного землеробства. З іншого боку, почастішання інтенсивних злив призвело до повеней у краї, завдавши шкоди інфраструктурі та засобам існування. Високий відсоток населення Танзанії живе вздовж узбережжя та залежить від рибальства й аквакультури. Очікується, що підвищення рівня моря і зміна якості води вплинуть на ці царини та стануть постійною проблемою для країни.
2007 року Танзанія розробила Національні програми дій з адаптації (НПДА) згідно з мандатом Рамкової конвенції Організації Об'єднаних Націй про зміну клімату. НПДА визначає галузі сільського господарства, водопостачання, охорони здоров'я та енергетики як найуразливіші сектори Танзанії до зміни клімату. 2012 року Танзанія розробила Національну стратегію зі зміни клімату у відповідь на зростаюче занепокоєння щодо негативного впливу кліматичних змін і мінливості на соціальне, економічне і фізичне середовища країни. 2015 року Танзанія представила свої Заплановані національно визначені внески (англ. Intended Nationally Determined Contributions, INDC).

## Вплив на довкілля

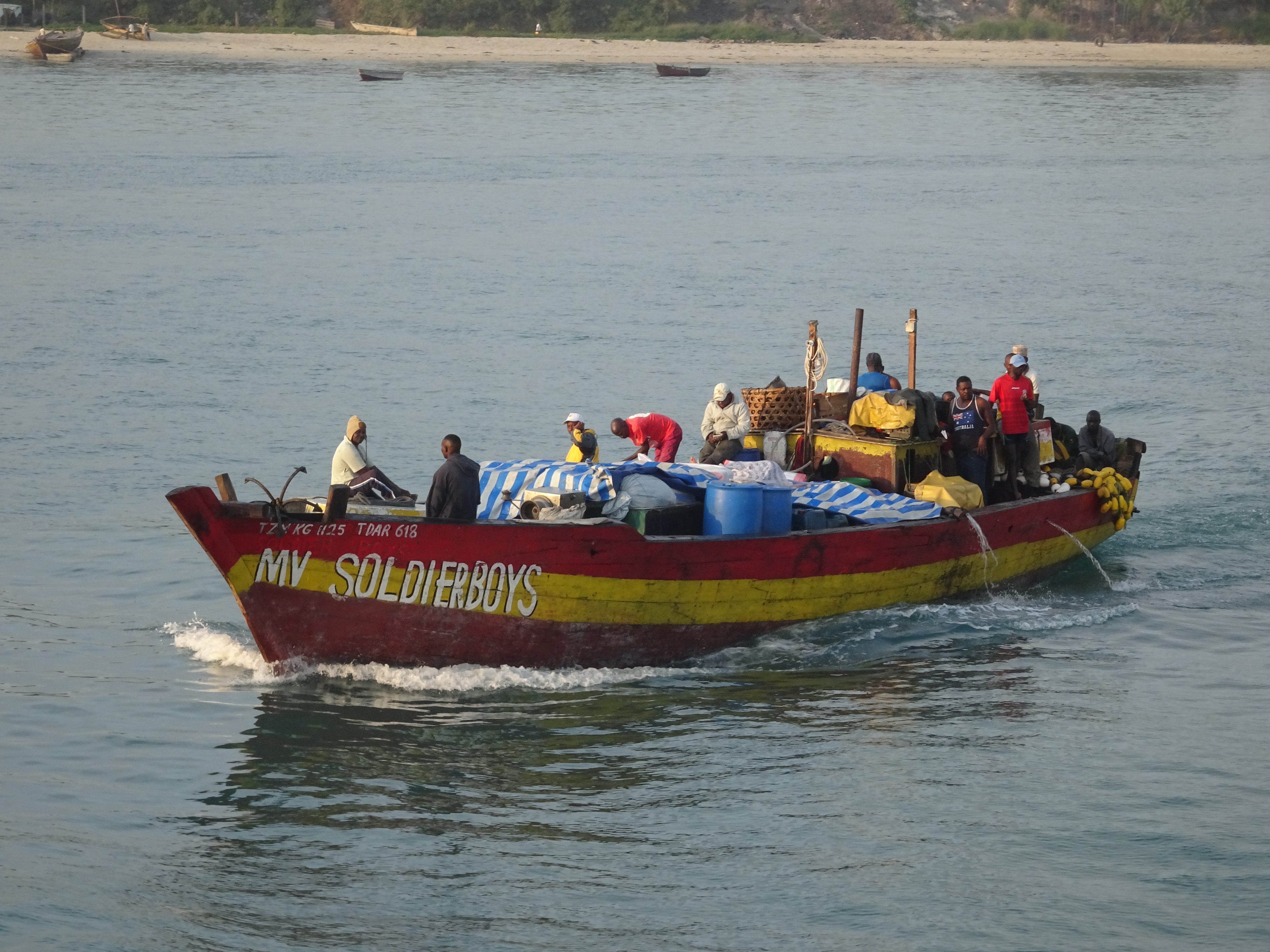
Рибальський човен у Дар-ес-Саламу — на рибальство вплинуть зміни екосистем через зміну клімату.

У відрізку з 1981 по 2016 рік у деяких частинах північного сходу та більшої частини півдня Танзанії відмічено посушливі області. Навпаки, помірні тенденції зволоження спостерігалися в центральній частині Танзанії та сильніші тенденції зволоження на північному заході країни. Чітка тенденція до потепління проявляється у річній температурі. До 2090-х років прогнозоване потепління знаходиться в обсязі від 1,6 до 5,0 °C, а також рівномірно розподіляється по країні. Щодо опадів, існує сувора відповідність щодо зменшення середньої кількості дощових днів та збільшення кількості опадів у кожен дощовий день («інтенсивність дощу»). У сукупності ці зміни передбачають мінливіші опади, як з вищою ймовірністю посушливих періодів, так і з вищою ймовірністю інтенсивних злив (часто супроводжені з повенями). Наслідки сильних посух, повеней, мору худоби, неврожаю та спалахів хвороб (таких як холера і малярія) спостерігатимуться регулярно.

## Вплив на людей

### Економічні наслідки

#### Сільське господарство
Сільське господарство (включаючи тваринництво) є панівним сектором економіки Танзанії, що забезпечує засоби для існування, дохід та зайнятість. Його також визначають як найвразливішим до кліматичних змін сектором. Підвищення температури на 2–4 °C, можливо, змінить розподіл семи агроекологічних зон Танзанії. Ділянки, які використовувалися для вирощування багаторічних культур, потім підходитимуть для однорічних культур. Зміна клімату призведе до прискорення росту рослин та скорочення тривалості вегетаційного періоду. Вразливість сільськогосподарської галузі полягатиме у зниженні врожайності різних культур, що посилюється мінливістю клімату та непередбачуваністю сезонності, ерозією бази природних ресурсів та погіршенням стану довкілля.
Дослідження 2011 року показало, що на врожайність впливає як підвищення, так і мінливість температур. Підвищення температури на 2 °C протягом вегетаційного періоду, як прогнозується до 2050 року, ймовірно, знизить у Танзанії урожайність рису, сорго й кукурудзи на 7,6%, 8,8% та 13% відповідно. Було виявлено, що 20-відсоткове збільшення мінливості опадів між сезонами до 2050 року знизить врожайність рису, сорго й кукурудзи на 7,6 %, 7,2 % та 4,2 % відповідно. Наприклад, сильна посуха у Додомі призвела до зниження врожаю на 80%.

### Наслідки здоров'ю
У Танзанії є низка захворювань, чутливих до змін клімату, які можуть стати поширенішими під час посухи чи повені. Наприклад, хвороби, пов'язані з вологою, такі як холера і малярія, можуть так розповсюджуватись Танзанією.
У деяких частинах Танзанії спалахи холери були пов'язані зі збільшенням кількості опадів. Спалахи холери на північному сході, південному сході, у басейні озера Вікторія та у прибережних районах Танзанії були викликані сильними опадами. Дослідження також показали, що початковий ризик холери збільшується на 15-19% за підвищення температури на 1 °C. Окрім того, прогнозувалося, що 2030 року загальні витрати на боротьбу з холерою, пов'язані із мінливістю клімату, становитимуть від 0,32% до 1,4% національного ВВП Танзанії.
Відомо, що захворюваність на малярію є найвищою під час злив і спеки, оскільки це робить місця проживання комарів (такі як ставки, басейни, колодязі або свердловини, струмки, річки і канали) підхожим місцем для розмноження. Наприклад, дослідження, проведене в окрузі Лушото, показало, що випадки захворювання на малярію найчастіше спостерігаються в сезони сильних дощів та існує зв'язок із підвищенням температури.

## Пом'якшення наслідків й адаптація

### Адаптаційна політика і законодавство
2007 року танзанійській уряд розробив Національні програми дій з адаптації  (НПДА) відповідно до Рамкової конвенції Організації Об'єднаних Націй про зміну клімату. Загальне бачення НПДА Танзанії полягає в тому, щоб визначити негайні та невідкладні заходи щодо адаптації до глобальних кліматичних змін, які були б достатньо надійними, аби забезпечити довгостроковий сталий розвиток в умовах мінливого клімату. НПДА визначає сектори сільського господарства, водопостачання, охорони здоров'я та енергетики як найуразливіші сектори Танзанії до змін клімату.
Танзанія окреслила пріоритетні заходи з адаптації у своїх НПДА, а також різні національні галузеві стратегії і наукові дослідження. НПДА досягла успіху в заохоченні включення питань зміни клімату в галузеву політику в Танзанії. Однак міжгалузева співпраця, яка має вирішальне значення для втілення стратегій адаптації, залишається обмеженою через інституційні труднощі, такі як дисбаланс влади, бюджетні обмеження та вкорінений галузевий підхід. Більшість проєктів у Танзанії стосуються сільського господарства й управління водними ресурсами (зрошення, водозбереження, збір дощової води), проте важливу роль відіграють також енергетика і туризм.
2012 року Танзанія розробила Національну стратегію зі зміни клімату у відповідь на стурбованість щодо негативних наслідків зміни клімату та його мінливості для соціального, економічного і фізичного середовища країни. 2015 року Танзанія представила свої Заплановані національно визначені внески (англ. Intended Nationally Determined Contributions, INDC).